# 滙基書院

滙基書院校徽

滙基書院（英語：United Christian College，簡稱：UCC）是一所按額津貼全日制男女中學，於1974年創校。位於香港九龍大坑東棠蔭街9及11號，以基督教宗旨辦學。

## 基本資料
滙基書院有57名教師，中一至中六合共24班。滙基書院的校舍前身為一所小學（頌恩學校舊址），故面積較一般中學小。校內只有一個比標準籃球場還小的露天空地，空地四面均被學校建築物包圍，故此上課時間不適宜使用空地，因為會影響學生上課。因地方細小及缺乏足夠課室，曾在九十年代中要中六中七年級的學生，輪流到低年級學生因上音樂課或體育課而空出的課室上課。
此校曾申請位於啟德及秀茂坪的新建校舍遷置，但均不果，直至2021年3月才投得位於九龍灣宏照道擬建校舍（即新秀大廈難民營舊址），將解決此校教學空間不足的問題。該後千禧校舍佔地約7,000平方米，將由王董建築師事務有限公司設計。而在遷入新校後，此後將參與直接資助計劃，並分6個學年完全過渡為直資中學；然而，在新校舍建成前入學的學生，則仍可免繳學費，直至畢業為止。

### 校訓[5]
明道．尚主．勤學．立德
Understanding Truth．Pursuing God
Developing Diligence．Cultivating Virtue

### 校徽[5]
滙基書院是由三間機構合力組成，圓形是代表共同的力量，三角形所代表的三間機構是－國際宣教會、循理會和興學證基協會。火代表引導進入真理的聖靈必帶領尋找知識，頂部有盾牌，盾牌上有十字架，前者代表信心，後者代表耶穌基督，盾牌上的皇冠是象徵對基督的信心必受重重賞賜。

### 辦學宗旨[6]
滙基書院秉著神的愛及聖經的真理，提供優質全人教育，藉著教師的委身和專業的訓練、家長的參與，使學生獲得均衡的發展，建立積極的人生觀，掌握終身學習的能力，成為貢獻社會的良好公民。為此，致力創造一個美好的環境，讓學生能愉快並有效地學習，締造和諧美滿的人生。

## 歷任校長
- 彭孝廉博士（任期：1974–1985）
- 杜枝生博士[7]（任期：1985–2004）
- 陳友志先生（任期：2004–2019）
- 劉振華先生（任期：2019–）

2001年，滙基書院董事會決定另外申請一所中學，稱作滙基書院（東九龍），於2003年9月正式創校。當時還有7位教師一同轉到新校，協助新校的開辦。在交接期間，杜枝生同時兼任滙基書院及滙基書院（東九龍）的校長。在2004年9月，杜枝生辭去滙基書院校長一職，但他仍然留任在滙基書院的校董會內。而滙基書院校長一職則由當時副校長陳友志接任。

## 班級結構
由於334新學制的關係，滙基書院在2009年決定調整學校班級結構。中一級原先為A、B、C、D、E共5班，在2009至2010學年則只開辦4班中一，隨後一年（2010至2011）將會開辦5班，藉此以「一年4班中一，一年5班中一」的循環方式收生，隨後一年（2011至2012）將會開辦4班，隨後只開辦4班中一。
另一方面，中三級的淘汰制度亦在2009至2010學年取消，意味所有中三級學生可獲原校升上中四級，並且將中四級分拆成A、B、C、D、E、F共6班。在過去（2009至2010學年前），因為中四級只得4班（不多於170個中四學位），所以每年學生中三升中四時要面對淘汰機制，約40多名全級成績最差劣的學生需要轉到其他學校升讀中四。
高級程度會考（HKALE）預科班亦在2009-2010學年出現改變，原先（自1987年開始）的預科班有A、B、C共3班（每班人數30人），當中A班是理科數學組；B班是理科生物組；C班是文商科班。由於334新學制下，校方不論是硬件或軟件都不能繼續維持3班預科班的規模，故在2009-2010學年只開辦A、B共2班中六，A班為理科（15人數學組及15人生物組）；B班為文商科（30人）。與此同時，2009-2010學年的7C班成為滙基書院最後一屆7C班，隨後兩年中七級亦只有A班及B班。

## 學生會
滙基書院學生會於1990年成立。滙基書院於每年九月底都會透過全部學生選舉出新的學生會會長，從中增長公民意識。於2008至2009年度，校方一改傳統，將學生會由近似總統制改作近似內閣制。在每次選舉宣傳政綱時，各候選人都會各出其謀，包括在早會上以短劇和不同的言論去吸引選民支持。曾經有候選內閣為了爭取更多學生選民的支持，不惜工本在校內作出宣傳，以圖吸引注意。

## 事件及軼事

### 母語教學
1998年，香港政府實施母語教學政策。滙基書院曾經極力爭取以英語教學，但經過當局評核後，認為不達到以英語教學的水平，所以要施行母語教學。同年，中一級的中、英作文課採用分組授課形式。滙基書院在母語教學實施前有收取不同國籍的學生，約佔全體5-7%左右。其中以南亞裔及海外移民回流人士的子女為主。
在新學制實施前，在中四、中五的會考班中，理科精英班（A班）的同學在各科須以英語授課（中國語文科除外）；文科精英班（C班）的同學則只有少部分科目能以英語授課，其他科目的授課語言一概使用母語或由同學自行決定。其餘理、文科兩班（B、D班）絕大部分科目均是以中文作為授課語言。

### 局長視察
2002年5月，時任教育統籌局局長羅范椒芬曾到訪視察校內教學情況。

### 「屬靈學兄學姊計劃」
滙基書院為更進一步使學生靈命更趨成熟，於2006年開始推行了該計劃。計劃的目的是希望以一些對信仰認真、成績、操行優良之同學能作學弟學妹的榜樣。時至今日，屬靈學兄學姊於課堂接受培訓，並於周五團契時間以小組形式帶領初中同學認識基督教信仰。

### 3C媒體課程及校園電視台U-Channel
滙基書院於2006至2007年度成功申請計劃，由優質教育基金資助。目的是在正規課堂中發展校本媒體課程（Media Curriculum）、配合學科協作（Subject Collaboration），以校園電視台（Campus TV）作為實作平台，並結合專業導師、校友的力量，提供一個跨學科的全方位媒體教育學習經歷，主要培養學生創造力（Creativity）、批判思考能力（Critical Thinking）及溝通能力（Communication），推動教育改革及學校政策，建立資訊及媒體素養，強化全人教育。而計劃於2008年獲得教育局「科技教育課程領導成功經驗」獎項。

### 民主牆
2008年11月當屆學生會放置展板建立民主牆，讓校內的學生有渠道表達自己對學校的意見。民主牆開幕初期曾張貼了《節儉何罪?》一文，引來不少師生的注目。《節儉何罪?》文章指出校方刻意加快校褸更換速度，使全校同學能一同更早穿著新校褸，而且校方強制學生新校褸必須與新校呔配襯，但舊校褸則毋須理會。當文章被張貼後，惹來校方關注。期後，學生會更被要求學生張貼文章到民主牆前必先交予學生會，再由學生會傳送到校內某一位老師進行審閱後方可張貼在民主牆，學校管理層不容許學生提出異於校政的意見。同年12月，民主牆最終消失於校園內，民主牆只短短存在了一個多月。

### 《希特拉的最後十二夜》謔評短片
2009年3月上旬，網上曾流傳一段帶有負面批評的短片。片中內容的畫面出自電影《希特拉的最後十二夜》，但加上作者的批評字幕後成為一批評短片，由於作者熟悉校園人脈網絡（是當時校園中較為人熟悉的學生之一），短片一夜之間紅遍整個校園，翌日便即有不少家長因觀看短片後不滿，致電校園質問校長短片內容是否屬實，更有部份家長認為這樣的校政令校園蒙羞，要求校長正視。
片中對陳友志校長的校政作出多方面的評價，當中涉及校褸的穿着（根據短片內容，校長要求學生在夏季即使30度仍要穿著校褸，否則記缺點）、校長日常工作、學校的聲譽（初中生成績每況愈下）、校長日常的言論、「求學不是求分數」等。作者更希望藉此段短片能令校長能明白同學們的心聲和感受，從中改善校政。是次風波中，網名「crystalfung」，「Uccian99」及「Uccian09」（因網址被刪去，名稱有所偏差）及該校某一教職員曾發生罵戰。
而「crystalfung」及「Uccian99」為2008–2009年度學生會的職員。事件由於當年的「民主牆」在校方施壓的情況下被迫倒下，故此該兩名學生會的職員認為校長不會在正常途徑聽取他們的意見，所以他們在YouTube上希望校長能接受他們的意見並進行檢討。事件最後上載者應班主任要求自行把影片刪除後告一段落，最後事件不了了之，校方除指令訓導處召見數位同學外未見有任何改變。
陳友志校長上任以來有不少學生對其政策有所不滿，亦因此先發生民主牆事件，然後因民主牆事件令部份學生相信校長不會在正常途徑接受他們的意見，所以之後發生上述事件以表達訴求。滙基書院相關人士曾於生物課時否定進化論的觀點，同學於萬聖節到海洋公園參加哈囉喂活動，遭老師責罵。

### 環保政策
在陳友志校長任職期間，校長宣稱為地球保護環境和學校的電費單金額持續上升。為節約能源，在午飯時間時除了中一的課室以外，其他課室於12:20–13:15的冷氣供應暫停。在夏天的高溫下，有時較早吃完午飯的學生和遲下堂的學生在課室要承受高溫的環境。同時間校務處，教員室，校長室等教職員出現的位置則有冷氣供應。放學後，由於課室不只一部冷氣機，校方對特定數目的同學們使用冷氣機有類似限制，同學們對此環保政策表現無奈，認為本末倒置。

### 校舍分配
在此校擬建的宏照道重置校舍分配期間，附近的彩虹邨天主教英文中學，以及瀕臨停辦的陳樹渠紀念中學亦有參與競投，但皆不果。

## 著名/傑出校友
- 陳兆焯：私立戒毒中學基督教正生書院校長
- 黃榮新：第一屆香港精神大使（2010年）
- 謝東閔：香港藝人
- 趙俊傑：前香港職業足球運動員、前香港足球代表隊成員、國際米蘭（香港）青訓學院總監、自由人足球學校創辦人之一 [13]
- 邵家臻：香港立法會議員
- 禤承恩：香港大學生物醫學學院教授
- 朱偉鈞：香港職業足球運動員，現時效力香港超級聯賽球會愉園
- 李凱聰：香港足球運動員，現時效力香港乙組聯賽球會灣仔
- 丁珮筠：香港肥美人，ViuTV節目肥美人參賽者（BMI 38.4，全港第二肥）
- 楊安妮：香港全民造星IV，總決賽第五名
- 黎廣業：中國香港新興運動協會會長、九龍城區分區委員會委員
- 梁仲賢：香港、加拿大 著名播客 《333 on air 三字經》創辦者
- 潘盈慧：無綫電視合約女藝員；無綫娛樂新聞台主播及外景記者

## 外部連結
- 滙基書院校網 （页面存档备份，存于）